# Восатка, Карел
Карел Возатка (чеш. Karel Vosátka; 20 октября 1929 или 20 ноября 1929, Пльзень, Пльзень-город — 27 мая 2022, Квебек) — фигурист из Чехословакии, серебряный призёр чемпионата Европы 1948 года в парном катании. Выступал в паре с Блаженой Книтловой.
В 1948 году пара приняла участие на чемпионате мира и олимпийских играх, где заняла 9 и 16 место соответственно.

## Спортивные достижения
| Соревнования/Сезоны | 1948 |
| ------------------- | ---- |
| Зимние Олимпиады    | 16   |
| Чемпионаты мира     | 9    |
| Чемпионаты Европы   | 2    |